# Forgan (Oklahoma)
Forgan es un pueblo ubicado en el condado de Beaver en el estado estadounidense de Oklahoma. En el año 2010 tenía una población de 547 habitantes y una densidad poblacional de 547 personas por km².

## Geografía
Forgan se encuentra ubicado en las coordenadas 36°54′27″N 100°32′21″O / 36.90750, -100.53917 (36.907505, -100.539253).

## Demografía
Según la Oficina del Censo en 2000 los ingresos medios por hogar en la localidad eran de $26,739 y los ingresos medios por familia eran $29,167. Los hombres tenían unos ingresos medios de $25,000 frente a los $18,409 para las mujeres. La renta per cápita para la localidad era de $13,250. Alrededor del 17.9% de la población estaban por debajo del umbral de pobreza.